# David M. Walker
David Mathieson Walker (ur. 20 maja 1944 w Columbus w Georgii, zm. 23 kwietnia 2001 w Houston w Teksasie) – amerykański oficer marynarki wojennej, pilot myśliwski, pilot doświadczalny i astronauta.

## Życiorys
W 1962 ukończył szkołę w Eustis na Florydzie, a w 1966 United States Naval Academy w Annapolis, później do grudnia 1967 szkolił się na lotnika morskiego, później służył na lotniskowcach USS Enterprise i USS America, następnie szkolił się na pilota doświadczalnego. Brał udział w wojnie w Wietnamie. Miał wylatane ponad 7500 godzin, w tym ponad 6000 na odrzutowcach. 16 stycznia 1978 został wyselekcjonowany przez NASA jako kandydat na astronautę, w sierpniu 1979 skończył szkolenie astronautyczne. Był liderem zapasowej grupy astronautycznej w Centrum Kosmicznym im.Johna F. Kennedy’ego na Florydzie, a w 1984 został włączony w skład głównej załogi jako pilot. Od 8 do 16 listopada 1984 był pilotem misji STS-51-A trwającej 7 dni, 23 godziny i 44 minuty. Od 4 do 8 maja 1989 był dowódcą misji STS-30 trwającej 4 dni i 56 minut. Od 2 do 9 grudnia 1992 dowodził misją STS-53 trwającą 7 dni, 7 godzin i 19 minut. Od 7 do 18 września 1995 jako dowódca uczestniczył w misji STS-69 trwającej 10 dni, 20 godzin i 28 minut.
Opuścił NASA 16 kwietnia 1996.
Stowarzyszenie Uczestników Lotów Kosmicznych (Association of Space Explorers) przyznało mu pośmiertnie Universal Astronaut Insignia za lot orbitalny (nr 154).